# Service de documentation, des études et du rapport
 (février 2023).
Pour les articles homonymes, voir SDER.
Le Service de documentation, des études et du rapport (SDER) est un service de la Cour de cassation française chargé de rassembler les arrêts qu'elle a rendus. Il était situé dans l'annexe dite « du carré Saint Germain », sur le boulevard Saint-Germain, dans le 6e arrondissement de Paris. Depuis mai 2020, le SDER a réintégré les locaux historiques de la Cour de cassation, 5 quai de l'horloge.

## Histoire et organisation
Le SDER trouve son origine dans la loi du 23 juillet 1947, créant un « fichier central contenant, sous une série unique de rubriques, les sommaires de tous les arrêts rendus par ladite Cour ».
L'organisation et les missions de ce service sont fixées par les articles R. 433-1 à R. 433-4 du code de l'organisation judiciaire.
En application de l'article R. 433-1, le SDER est placé sous l'autorité du premier président. Il est dirigé par un président de chambre qui exerce cette fonction à plein temps. Son fonctionnement est assuré par les auditeurs à la Cour de cassation, qui sont des magistrats de l'ordre judiciaire.
Le Service comporte six bureaux, dirigés chacun par un auditeur, et comportant des greffiers en chef et assistants de justice :
- Bureau de la première chambre civile ;
- Bureau de la deuxième chambre civile ;
- Bureau de la troisième chambre civile ;
- Bureau de la chambre commerciale ;
- Bureau de la chambre sociale ;
- Bureau de la chambre criminelle.

Leur mission est de procéder aux recherches documentaires au profit des magistrats des chambres, et de procéder à la diffusion des décisions rendues par la Cour. 
Le SDER comporte également quatre bureaux transversaux :
- Bureau du droit constitutionnel ;
- Bureau du droit européen ;
- Commission du rapport ;
- Bureau des diffusions numériques et des relations avec les cours d’appel : alimentation du site internet (courdecassation.fr) et de l'intranet, publications numériques.

Le bureau du droit constitutionnel, créé en juin 2009 et codirigé par deux auditeurs à la Cour de cassation, est notamment chargé de l'analyse de chaque question prioritaire de constitutionnalité présentée devant la Cour.

## Missions et publications
L'article R. 433-2 du même code prévoit que le service de documentation et d'études de la Cour de cassation rassemble les éléments d'information utiles aux travaux de la Cour et procède aux recherches nécessaires. Il assure le classement méthodique de tous les pourvois dès le dépôt du mémoire ampliatif. Il analyse et met en mémoire informatique les moyens de cassation aux fins, notamment, de faciliter les rapprochements entre les affaires en cours.
Le service participe à la conception des moyens de traitement automatisé de données jurisprudentielles mis en œuvre par la Cour de cassation.
Le service de documentation et d'études tient une base de données rassemblant, sous une même nomenclature, d'une part, les décisions et avis de la Cour de cassation et des juridictions ou commissions juridictionnelles placées auprès d'elle, publiés ou non publiés aux bulletins mensuels mentionnés à l'article R.  433-4, d'autre part, les décisions présentant un intérêt particulier rendues par les autres juridictions de l'ordre judiciaire (base « Jurinet »).
À cet effet, les décisions judiciaires présentant un intérêt particulier sont communiquées au service, dans les conditions fixées par un arrêté du Garde des Sceaux, ministre de la Justice, par les premiers présidents des cours d'appel ou directement par les présidents ou juges assurant la direction des juridictions du premier degré. 
La base de données est accessible au public dans les conditions applicables au service public de la diffusion du droit par l'internet.
Le service de documentation et d'études tient une base de données distincte (base « JuriCa ») rassemblant l'ensemble des arrêts rendus par les cours d'appel et décisions juridictionnelles prises par les premiers présidents de ces cours ou leurs délégués (article R. 433-3).
Le service de documentation et d'études établit deux bulletins mensuels, l'un pour les chambres civiles, l'autre pour la chambre criminelle, dans lesquels sont mentionnés les décisions et avis dont la publication a été décidée par le président de la formation qui les a rendus. Le service établit des tables périodiques (R. 433-4). Il établit également le Bulletin d'information de la Cour de cassation (BICC), revue bimensuelle, disponible également sur le site internet de la Cour de cassation, où sont publiés, notamment, des résumés des principales décisions de la Cour de cassation, mais aussi des résumés d'arrêts émanant des juridictions européennes, diverses communications et, en intégralité, les arrêts d'assemblée plénière et de chambre mixte et les avis de la Cour, accompagnés du rapport du conseiller rapporteur et des conclusions du parquet général.